# Li Rusong
Li Rusong (chinois traditionnel : 李如松 ; pinyin : Lǐ Rúsòng) est un général chinois de la période Ming né en 1549 et mort en 1598. Il est connu pour sa participation à la Guerre Imjin entre, d'un côté, la Corée et la Chine, et, de l'autre, le Japon.

## Biographie
Li Rusong est le fils aîné du général chinois Li Chengliang. Au début de l'année 1592, il remplace son père comme surintendant de Ningxia et commandant de Shaanxi, et est chargé d'étouffer la rébellion qui s'y déroule,. En novembre 1592, il est nommé commandant suprême de Corée par Ming Shenzong. En janvier 1593, il est dépêché en Corée avec environ 40 000 soldats pour lutter contre l'invasion japonaise,. Il y collabore avec Song Yingchang (en). Ensemble, ils conquièrent Séoul, alors occupée par les Japonais, le 18 mai 1593.
Li Rusong meurt au printemps 1598, dans une embuscade mongole. Après la fin de la guerre, une statue de lui est érigée à Pyongyang.